# Герд фон Блоттніц
Герд фон Блоттніц (нім. Gerd von Blottnitz; 22 жовтня 1936, Берлін) — німецький найманець.

## Біографія
Представник знатного роду Блох фон Блоттніц. Син гауптмана вермахту. Після Другої світової війни сім'я була вигнана з Ельблонга і оселилась в Нижній Саксонії. В 1949 році сім'я переїхала в Південну Африку, де в наступному році купила ферму. Після навчання в Південній Африці Блоттніц повернувся в Західну Німеччину, де півтора роки служив в ВПС і навчався в офіцерському училищі, після чого повернувся в Африку.
Коли в 1964 році уряд Конго розпочав вербування найманців для придушення повстання Сімба, Блоттніц став сержантом 52-ї команди, яку очолював Зігфрід Мюллер. З січня 1965 року — скарбник 5-ї команди Майка Гоара. Восени того ж року Блоттніца запідозрили в крадіжці зарплати найманців. Він здійснив на віихідні поїздку з Альбервілля в Леопольдвіль, а щоб не залишати гроші без нагляду, заніс їх контрабандою на літак Lockheed C-130 ВПС США і задекларував як багаж американського офіцера, що ледь не спричинило дипломатичну напругу між урядами США і Конго. Зрештою суд зняв с Блоттніца звинувачення в крадіжці.
Блоттніц став відомий широкій публіці після появи в пропагандистському фільмі НДР «Команда 52» Вальтера Гейновскі, в якому було показане інтерв'ю Блоттніца західнонімецькому журналісту Герду Гайдеманну.